# Playa de Madorra
La Playa de Madorra es una playa situada en la localidad pontevedresa de Nigrán (Galicia, España), parroquia de Panjón. Se encuentra entre la Playa de Panjón y la Playa Area Fofa.  Se trata de una playa semiurbana de arena blanca y fina. Tiene unos 350 metros de longitud y unos 50 metros de anchura media.